# Charles Burney
Charles Burney (Shrewsbury, Shropshire, 7 d'abril de 1726 - Chelsea, Londres, 12 d'abril de 1814) fou un musicògraf, compositor, historiador de la música, organista i clavecinista anglès.
Provinent d'una familia destacada en diversos àmbits culturals. El seu pare, James Macburney era ballarí, violinista i pintor de retrats. Charles i la seva germana bessona Susana, nascuda de la segona dona de Macburney, van ser els últims d'una família de vint fills.
Va obtenir el títol de doctor per la Universitat d'Oxford i va formar part de la Royal Society de Londres.
A Londres ocupar diferents càrrecs d'organista; va escriure operetes per al teatre que no assoliren gaire èxit, i per això abandonà la composició per a dedicar-se a altres estudis relacionats amb la música. És recordat especialment per la seva feina com a historiador de la música, ja qu ehi va dedicar la major part de la seva vida.
A fi de recollir materials, viatjà per França i Itàlia el 1770, i per Alemanya i els Països Baixos el 1772. Fruit d'aquests viatges són les obres The present state of music in France and Italy (Londres, 1771). Edità els cants de la Capella Sixtina de Palestrina, allegri i Basso, el 1784, i obrí l'època de la resurrecció de la música del segle xvi.
La seva obra més important és la General history of music from the earliest ages to the present period (Londres, 1776-1789). També va escriure una biografia de Häendel (1784) en les solemnitats de la seva commemoració, i la vida de Metastasio (1796).
Deixà sonates i concerts per a piano i violí, composicions per a orgue i cantates; algunes obres per al teatre, com Alfred, Robin Hood, Queen Mab, The cunning man, representades amb èxit en el coliseu de Drurylane de Londres, entre les seves restants obres d'història i crítica musicals s'han de citar: The present state of music in Germany, the Netherlands and United Provinces (1773): Musical travels through England (obra satírica signada amb el pseudònim de Joel Coller (1773-76), Plan of a public music school (1767) i Musical Performances in Westminster Abbey (1785).

## Vida i carrera professional
Abans de fer els vuit anys, va ser enviat a Condover sota la protecció d'una infermera. Més tard va tornar a Shrewsbury, la seva ciutat natal, per matricular-se a l'escola pública. Però al cap de poc, a voltants de l'any 1739, va reunir-se amb la seva família a Chester, on ingressà a l'escola Chester King's Scholar. Allà va continuar la formació musical, que ja havia iniciat a Condover, sota la direcció de l'organista de la catedral. Al cap de poc temps ja estava preparat per oferir concerts. La seva educació i interès per la música van augmentar gràcies al nombrós grup de músics famosos que feien parada a la ciutat durant el seu viatge cap a Irlanda.

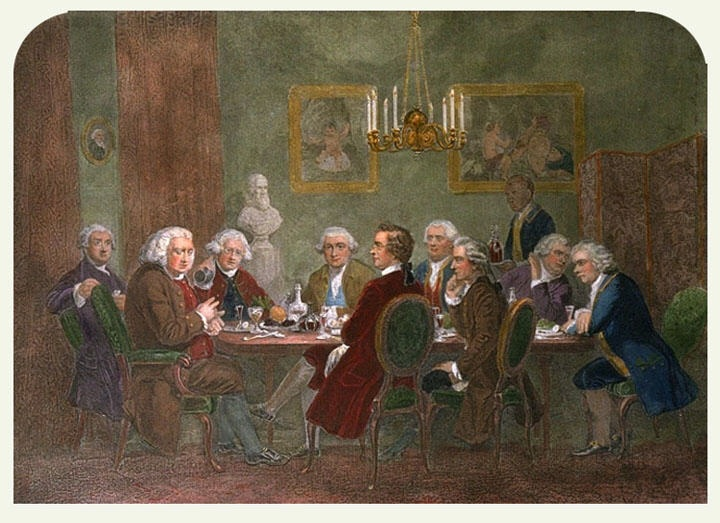
Reunió literària amb Burney.

L'any 1742 Burney va tornar a Shrewsbury per ajudar el seu germanastre James, que havia ocupat el càrrec d'organista a l'església de St Mary. Mentre que James demostrà tenir un talent limitat, Burney explic en la seva autobiografia diferents reflexions sobre com aprenia música d'una forma autodidàctica. L'any 1743 va tornar a Chester amb un gran afany per compondre i de nou es va beneficiar de les associacions de molts músics que transitaven entre Londres i Dublín.
Va oferir música per l'òpera còmica Robin Hood, amb un llibret de moses Mendez, sota el nom de la pretensiosa Societat del Temple d'Apolo prop de l'any 1750. La societat també va donar música a la pantomima Queen Mab, de gran èxit. I Burney també va compondre cançons per la Garrick's production of The Masque of Alfred (1751), però no va obtenir gaire fama.
L'any 1751 va caure malalt i va haver d'abandonar la ciutat en busca de tranquil·litat i aire fresc. Durant nou anys va ser organista i instructor musical de les millors famílies de l'àrea de King's Lynn, on també va continuar amb la seva autoformació en llengües, literatura i història musical. No va ser fins al 1760 que va retornar a Londres i just al cap de dos anys la seva dona va morir, fet que va fer estancar la seva carrera professional durant un breu temps. Va visitar París al 1764 per primer cop i va ser per apuntar la seva filla a una escola.
Pocs anys més tard va casar-se amb la que seva segona dona, Mrs Stephen Allen. En aquesta nova època, Burney es va veure interessat per l'astronomia, fet que va donar els seus fruits l'any 1769 amb la seva publicació anònima an Essay towards a History of the Principal Comets that have Appeared since the Year 1742.

### Vida d'aprenent
La visita a Chester de Thomas Arne l'any 1744 va permetre a Burney convertir-se en el seu aprenent durant un període de set anys. Però la seva relació no va ser del tot bona. Va ser obligat a realitzar un gran nombre de dificultoses transcripcions i també a fer classes als alumnes menys importants i menys qualificats del mestre, mentre que tots els ingressos se'ls quedava Arne. Malgrat això, va significar una gran experiència per Burney per tal de crear lligams amb altres associacions. L'any 1745 Arne el va enviar a Handel, qui el va animar a participar en la seva orquestra per la representació dels seus nous oratoris Hercules i Belshazzar.
L'any 1746 va conèixer a Fulke Greville, un home sofisticat que tenia un gran interès per l'intel·lecte poc comú de Burney i la seva gran habilitat social. Durant uns quants anys Greville el prenia un temps de les mans d'Arne perquè entretingués els seus amics. Va convertir-se en un membre de la companyia de Greville, però al cap d'un temps es trencaren els seus lligams. La causa va ser que Burney no va poder complir amb totes les seves obligacions en casar-se amb Esther Sleepe, qui havia donat a llum el seu primer fill un mes abans. Tot i això, gràcies a l'ajuda dels amics que havia conegut durant els seus serveis a Arne i Greville, va aconseguir ocupar el càrrec d'organista a la St Dionis Blackchurch i va convertir-se en un membre de la Freeman of the Musician's Company al juliol del 1749.

### Toursper Europa
El seu gran interès per escriure sobre la història del seu propi art, va dur-lo a viatjar per diferents països d'Europa en busca d'informació sobre tot material disponible. Així que l'any 1770 va abandonar Anglaterra començant un tour per les ciutats més importants d'Itàlia i França. Va recollir les seves experiències en el llibre The Present State of Music in France and Italy, que el van convertir en un dels observadors i historiadors més reconeguts. L'any 1772 inicià un segon viatge a Alemanya i Àustria amb l'instint de voler saber més sobre la música d'aquells països. Tota la informació va quedar recollida en el llibre The Present State of Music in Germany, the Netherlands and the United Provinces, que contenia dures crítiques a les costums i els gustos dels alemanys, que el van rebre amb grans protestes. Per altra banda, va ser molt ben rebut a Anglaterra. Després d'aquestes dues produccions, la seva activitat musical va continuar amb un lloc fix com a organista de la capella d'Oxford.

### Últims anys de vida
La seva participació amb altres projectes es va veure afectada pel parell de visites que Handel va fer a Anglaterra. Burney li va escriure un poema de benvinguda i van passar bones estones junts durant els tres anys que Handel va establir-se a Londres.
L'any 1801 va emprendre el seu últim gran projecte: escriure articles de música per la Ree's Cyclopaedia. Aquesta tasca li va ocupar la resta de la seva vida. Malgrat això, els seus escrits van ser ridiculitzats, ja que es consideraven com una simple recopilació de material d'altres autors, especialment de la traducció que havia fet feia poc del Diccionari de la música de Rousseau.
Durant els últims anys de la seva vida, Burney va treballar en les seves memòries, que va acabar la seva filla Fanny després de la seva mort. També intentà organitzar la seva llarga llibreria, que va quedar dividida en tres grans blocs. Va unir-se a la Royal Society of Musicians l'any 1749 i va ser membre de la Music Graduates Meeting fins al seu darrer dia.

## "Història general de la música"
La seva història general s'emmarca dins els corrents de l'enciclopèdia francesa de la Il·lustració i de l'empirisme anglès. Al cap de tres anys de densa escriptura, el primer volum va ser publicat (1776) dos anys més tard del que s'havia proposat. Al mateix temps, Hawkins publicava els cinc volums complerts de la seva història de la música, creant una gran tensió entre historiadors. El segon volum de Burney també va anar amb retard, ja que tractava un dels temes que més detestava: la música gòtica. Els dos van ser un gran èxit.
Per altra banda, la publicació del tercer volum va ser interromput a causa de la commemoració de Handel l'any 1784. Burney va estar considerat com a historiador oficial de l'esdeveniment però com que van assistir-hi grans autoritats i amb l'afany de voler causar una bona impressió, les opinions de Burney sobre Handel no van ser del tot honestes. L'any 1789, a l'edat de 63 anys, Burney va publicar el tercer i quart volum de la seva Història. Més tard, també va veure llum una edició revisada del primer volum. L'excessiu tractament de Handel en el quart volum de la seva història és un resultat del seu accés a la King's Collection of Handel Manuscripts i especialment per l'entusiasme general que hi havia a Anglaterra per aquest compositor.

## Composicions
Les composicions de Burney reflecteixen les seves activitats com a performer i músic d'església. Per altra banda, les seves obres literàries, especialment els seus Tours i la Història General de la Música, han simbolitzat una porta oberta a la pràctica musical del segle xviii. Ha significat un treball de gran valor, molt estudiat i treballat. La gran diferència amb el treball de Hawkins és la familiaritat i l'interès amb el qual tracta la música contemporània. Burney va intentar que el seu treball fos una forma de millorar el gust del lector.

## Els seus fills
La seva filla Frances, més coneguda per Madame Arblay (1752-1840), fou escriptora i va estar al servei de la reina, casant-se amb el general francès Alexandre d'Arblay. Entre les seves novel·les, algunes de les quals assoliren tanta popularitat com les de sir Walter Scott, podem citar-les:
- Evelina (1778)
- L'entrada d'una òrfena en el món (1782)
- Cecilia (1782)
- Georgina (1789)
- Camila (1796)

El seu Diari i Cartes foren publicats en 7 volums (1842-1846)
A més de l'anterior, Burney va tenir dos fills barons, en Charles Burney (fill) (1757-1817), que fou literat i eclesiàstic, destacat per la extensa col·lecció de diaris i materials sobre la història del teatre, que va ser comprada pel British Museum. James Burney (1750-1821), que fou mariner de guerra, conegut per voltar pel món amb el capità Cook i pels cinc volums que escrigué titulats History of the Voyages and Discoveries in the South Sea or Pacific Ocean. Esther, també coneguda com a "Hetty", destacada com a gran clavecinista. Charlotte Ann i Sarah Harriet, les dues van ser novelistes no gaire conegudes.
Burney també va tenir dos nebots: el músic Charles Rousseau Burney i l'artista Edward Francis Burney, fills del seu germà Richard.